# پیتر پونسی
پیتر پونسی (انگلیسی: Peter Pevensie) یک شخصیت خیالی در رمان سرگذشت نارنیا نوشتهٔ سی.اس. لوئیس است. پیتر در سه کتاب از هفت کتاب به عنوان یک کودک و شخصیت اصلی در شیر، کمد و جادوگر و یک بزرگسال در آخرین نبرد حضور دارد. او در داستان اسب و آدمش حضور ندارد و فقط از او نام برده شده‌است؛ که در آنجا در حال نبرد با غول‌ها در مرزهای شمالی است؛ و همچنین
در داستان سفر کشتی سپیده‌پیما تحت آموزش استاد کیرک (دیگوری کیرک) تحصیل می‌کند.
در مجموعه فیلم‌های سرگذشت نارنیا، پیتر توسط ویلیام مسلی بازیگر انگلیسی به تصویر کشیده شده‌است. نوآ هانتلی در پایان فیلم اول، پیتر بزرگسال را به تصویر کشانده‌است.
پیتر بزرگترین از میان چهار کودک پونسی است و ماجراهای خود را در نارنیا با خواهران خود سوزان و لوسی و با برادرش ادموند به اشتراک می‌گذارد.
سلطنت پیتر در نارنیا یک حکومت چهارنفره است؛ و به عنوان پادشاه بزرگ، پیتر کبیر، او بر تمام پادشاهان بعدی نارنیا اقتدار عالی دارد. پیتر توسط پائولین باینز در رمان‌های اصلی با موهای تیره نشان داده شده‌است، اما لوئیس توضیحات خاصی در مورد ظاهر پیتر نداده‌است.

## زندگی‌نامه

### داستان اولیه
پیتر در سال ۱۹۲۷ به دنیا آمد و هنگامی که ۱۵ سال داشت در داستان شیر، کمد و جادوگر حضور می‌یابد. وی در دوران طلایی نارنیا، با برادر و خواهران خود به مدت ۱۵ سال حکومت می‌کند، پیش از بازگشت به سن ۱۵ سالگی در انگلستان با وارد شدن به کمد لباس، به سن تقریبی ۲۸ سال می‌رسد. در آخرین نبرد، او یک دانشجوی دانشگاه ۲۲ ساله است و قلب وی هنوز در نارنیا است، اگرچه از زمان شاهزاده کاسپین، هنگامی که او ۱۶ ساله بود، در آنجا نبوده‌است.

### شیر، کمد و جادوگر
پیتر یک برادر بزرگ، وفادار و فداکار است. او بزرگترین در میان چهار خواهر و برادر است. او تمام تلاش خود را می‌کند تا از خواهر و برادران خود محافظت کند و مانند یک فرد جوان مسئول، مسئولانه رفتار کند. در این کتاب، فرض بر آن است که او از خواهر و برادرهایش بالغ تر است، زیرا پس از اینکه پدرشان برای حضور در جنگ فراخوانده شد، مادر پیتر به او گفت که از دو خواهر و برادر خود حمایت کند. به دلیل حملات هوایی در طول جنگ جهانی دوم، همراه با خواهر و برادرهای خود با قطار به یک روستای دور، در حومه شهر می‌روند. آنها در عمارت قدیمی استاد دیگوری کیرک اقامت می‌یابند.
هنگامی که لوسی برای اولین بار از طریق کمد لباس به نارنیا می‌رود، پیتر او را باور نمی‌کند و فکر می‌کند که فقط خیال‌پردازی اوست تا اینکه او و سایر پونسی‌ها خود وارد کمد لباس می‌شوند. او بعداً از لوسی عذرخواهی کرده که به او اعتقاد نداشته‌است. همچنین به حمایت از لوسی با عصبانیت با ادموند برخورد می‌کند. (ناشی از دروغگویی ادموند مبنی بر اطلاع نداشتند از وجود نارنیا)
ادموند بعداً به جادوگر سفید روی آورده (ملاقات با او هنگام ورود به نارنیا و اغوا شده توسط وعده‌های قدرت خود) و پیتر بعداً به اصلان اعتراف کرد که عصبانیت وی نسبت به ادموند (برای اینکه بفهمد لوسی دروغگو بود) احتمالاً سبب شده تا ادموند مرتکب اشتباه گردد. پیتر و خواهران و برادرش پس از ورود به نارنیا تحت حمایت آقای و خانم سگ آبی قرار می‌گیرند و آقای سگ آبی مشکوک بود که ادموند از همان لحظه که چشمش به او خورد در نظرش یک خیانتکار جلوه می‌کرد؛ ولی چیزی را برای دیگران ذکر نکرد تا آن زمان که همه متوجه غیبت او شدند؛ و آقای سگ آبی متوجه می‌شود که ادموند به جادوگر سفید روی آورده‌است. سرانجام ادموند به دستور اصلان نجات می‌یابد.
پیتر شمشیر (Rhindon) و سپر خود را از بابانوئل پس از ملاقاتش در سفر برای یافتن اصلان دریافت می‌کند؛ و سپس لقب گرگ کش را پس از کشتن ماگروم گرگ با شمشیرش که در تلاش برای کشتن لوسی و سوزان بود دریافت می‌کند.
در حالی که نبرد بزرگ در حال رخ دادن بود، وی به عنوان سرلشکر ارتش اصلان منصوب می‌شود. پس از شکست جیدیس جادوگر سفید، ملکه خود نارنیا و متحدان شیطانی وی در نبرد برونا فورد، وی توسط اصلان به عنوان اعلیحضرت پادشاه پیتر باشکوه، پادشاه عالی نارنیا، امپراتور جزایر لون، ارباب کایرپاراول، شریف‌ترین شوالیه از جانب شیر تاجگذاری می‌کنند.
او و خواهر و برادرهایش سرانجام ۱۵ سال بعد به دنیای خود بازگشتند (جایی که آنها خود را یک بار دیگر کودک می‌یابند) تا آنکه یافتند که هیچ وقتی در آنجا نگذشته‌است.

### اسب و آدمش
پیتر با اینکه در این داستان حضور ندارد، اما به او اشاره شده‌است. در حالی که سوزان و ادموند در کالورمن از دست شاهزاده راباداش در حال فرار هستند، وی در شمال با غول‌ها می‌جنگد. (لوسی تنها کسی است که در کایرپاراول مانده‌است).

### شاهزاده کاسپین
پس از ورود پونسی‌ها به ویرانه‌های کایرپاراول، آنها اتاق گنج قلعه را پیدا می‌کنند، جایی که پیتر، سوزان و لوسی هدایایی را که بابانوئل به آنها داده‌اند پیدا می‌کنند. پیتر شمشیر ریندون و سپر خود را می‌گیرد و دوباره به عنوان رهبر گروه خدمت می‌کند. آنها سرانجام با ترامپکین، کوتوله‌ای که در حال محافظت از شاهزاده کاسپین دهم در مقابل ارتش عموی تلمارین خود میراز هست؛ با اصلان دیدار می‌کنند.
هنگامی که کودکان مجبور به تصمیم‌گیری می‌شوند، پیتر به عنوان پادشاه بزرگ حرف آخر را می‌زند. برای این که جنگ را به مدت طولانی تحمل کنند لوسی را برای یافتن اصلان می‌فرستد تا نارنیایی‌ها را بیدار کند، پیتر درخواست یک دوئل را با پادشاه میراز می‌کند. بعد از اینکه فرزندان پونسی به شکست تلمارین‌ها کمک کردند، پیتر رسماً به کاسپین این اختیار را می‌دهد که بر یک نارنیا آزاد حکومت کند. اصلان به کاسپین اختیارات «فرمانروایی تحت نظر ما و تحت نظر پادشاه بزرگ» را می‌دهد. پیتر بعداً به لوسی و ادموند می‌گوید که از طرف اصلان به او گفته شده‌است که او و سوزان دیگر هرگز به نارنیا برنخواهند گشت، زیرا آنها الان خیلی بزرگ هستند، و تمام توان خود را از آن دنیا آموخته‌اند.
این چهار کودک به دنیای خود بازمی‌گردند، که در آن آنها منتظر بودند که قطارهایشان به مدارس شبانه‌روزی خود بروند.

### سفر کشتی سپیده‌پیما
در حالی که از لحاظ جسمی در کتاب حضور ندارد، ذکر می‌شود که پیتر در حال آماده کردن خود برای امتحانات با کمک استاد کرکی داست.

### آخرین نبرد
پیتر نقش کمی در داستان دارد. او تنها یکی از افرادی است که در زمان تیریان، پادشاه نارنیا، در دیدگاه او به عنوان هفت دوست نارنیا حضور می‌یابد.
پس از شرکت در یک شام با سایر دوستان، پیتر و ادموند برای بازیابی حلقه‌های جادویی که پروفسور دیگوری کرک در حیاط کاترلیس دفن کرده بود، به لندن می‌روند و امیدوار هستند که از آنها استفاده کنند تا جیل و استاس را به مقصد نارنیا ببرند. هر دو در حالی که منتظر لوسی، استاس، جیل، دیگوری و پولی بودند در قطار لندن تصادف می‌کنند و کشته شده و به نارنیا می‌روند.
پیتر توسط تیریان به عنوان چهره پادشاه و جنگجو توصیف می‌شود. بعد از اینکه تیران از درهای پایدار عبور می‌کند و برای اولین بار تاش را می‌بیند، پیتر با آرامش به اهریمن دستور می‌دهد تا با طعمه خود را ترک کند. اصلان پس از قضاوت در مورد همه ساکنان نارنیا، به پیتر دستور می‌دهد که در را ببندد و به جهان خاتمه دهد. پیتر یکی از افراد مجاز به ماندن در کشور اصلان همچون والدین پیتر، ادموند، سوزان و لوسی است.